# Sejlads (dokumentarfilm)
|  | Denne artikel er oprettet af botten Steenthbot ud fra en ekstern database. Den kan derfor have sproglige fejl eller mangler. Denne skabelon kan fjernes efter kontrol af indholdet. |

Sejlads er en dansk portrætfilm fra 1969 instrueret af Jørgen Ekberg efter eget manuskript.

## Handling
"Idræt behøver ikke kun at være konkurrence, show, motion etc. Det store idrætstalent er måske først og fremmest at betragte som en kunstner blandt andre kunstnere - med et særligt geni for at udtrykke sig gennem sin sportslige kunnen." Filmen viser Paul Elvstrøm sejle i tre bådtyper, mens han fortæller om sit forhold til det at sejle.